# 롤라 레인

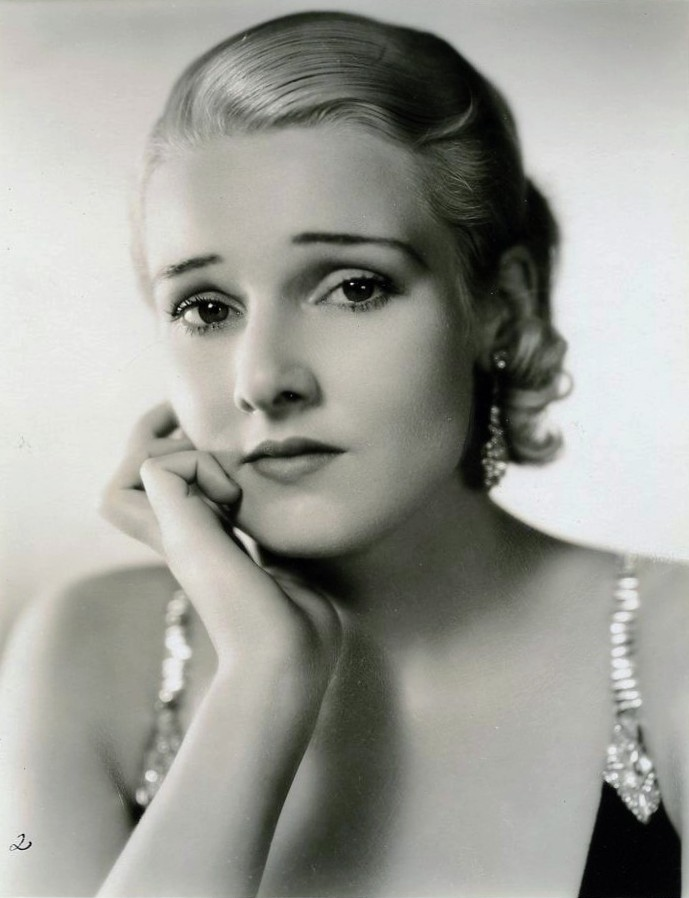

롤라 레인(Dorothy Mullican, 1906년 5월 21일 ~ 1981년 6월 22일)은 미국의 배우, 영화배우이다.
인디애나주에서 태어났으며 샌타바버라에서 사망하였다.

## 영화
- 포 마더스 (1941년)
- 네 명의 딸들 (1938년)
- 굿 뉴스 (1930년)
- 폭스 무비톤 폴리스 오브 1929 (1929년)